# Isla Rapu-Rapu
Isla Rapu-Rapu es una isla en el país asiático de Filipinas, parte del municipio de Rapu-Rapu, en la provincia de Albay, Región de Bícol. Está situada en el Golfo de Lagonoy.
Es una de las dos islas que conforman el municipio. La otra isla es la isla de Batan.